# تشارلز ألتون
تشارلز ألتون (بالإنجليزية: Charles Alton)‏ (24 ديسمبر 1891 في المملكة المتحدة - 1 يناير 1969 ببرمنغهام في المملكة المتحدة) هو لاعب كرة قدم بريطاني (وحمل سابقاً جنسية المملكة المتحدة لبريطانيا العظمى وأيرلندا) في مركز الظهير. لعب مع نادي برينتفورد ونادي تشيسترفيلد ونادي دونكاستر روفرز ونادي ستاليبريدج سيلتيك وRotherham County F.C. ‏ وCastleford Town F.C. ‏ وNorthfleet United F.C. ‏.